# Шира (село)
Шира́ (хак. Сыра) — село (с 1957 по 2008 годы посёлок городского типа) в Республике Хакасия России. Административный центр Ширинского района и Ширинского сельсовета.

## География

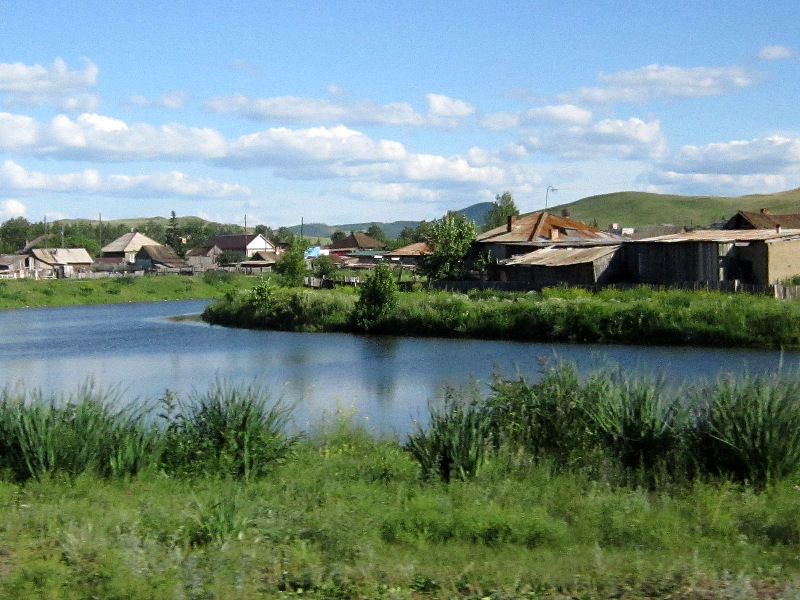
Село Шира. Река Туим

Село расположено на реке Туим, в 166 км к северо-западу от столицы республики города Абакана, по южной стороне региональной автодороги 95К-004 Ачинск — Ужур — Шира — Троицкое. Находится в степной холмистой местности, к северу от Батенёвского кряжа, в краю озёр (наиболее крупные: Шира, Белё, Иткуль), на берегах которых расположены курортные зоны с многочисленными санаториями и туристическими базами.
Улицы.
Курортная, Транзитная, Аэропортная, Кокова, Логинова, 8 марта, Красноярская, Олимпийская, Пограничная, Конева, Комарова, Рабочая, Степная, Енисейская, Моторная, Дружбы, Полевая, Сибирская, 60 лет Хакасии, Светлая, Звёздная, Радужная, Цветочная, Вишнёвая, Виноградная, Абрикосовая, Грушевая, Персиковая, Молодёжная, Восточная, Раздольная, Дачная, Зелёная, Ольховская, Вербная, Дальняя, Дружная, Чехова, Скалистая, Чкалова, Пролетарская, Матрасова, Целинная, Абаканская, Минусинская, Королёва, Гоголя, Шевченко, Шолохова, Пирятинская, 40 лет победы, Павлова, Солнечная, Николаенко, Лучистая, Мелиораторов, Строителей, Луговая, Северная, Юбилейная, Заводская, Гагарина, Линейная, Чебодаева, О. Кошева, Щетинина, Октябрьская, Лазо, Набережная, Пушкина, Орловская, 50 лет ВЛКСМ, Курчатова, Щорса, Профсоюзная, Школьная, Мира, Гайдара, Свердлова, Диктатуры, Советская, Сурикова, Чапаева, Новая, Горькая, Озёрная, Камышева, Заречная, Комсомольская, Майская, Маяковского, Пионерская, Туимская, Элеваторная, Дорожная, Вокзальная, Цукановой, Толмачёва, Мичурина, Садовая, Кравченко, Базинская, Каменская, Ключевая, Гаражная, Щукина, Горная, Балахчинская, Нефтебазинская, Транпортная, Нагорная, Калинина, Юности, Сиреневая, Мирная, Лиловая, Сосновая, Крымская, Снежная, Морозная.

## История
Посёлок Шира был основан в 1914 году в связи со строительством Ачинско-Минусинской железной дороги. 15 декабря 1924 года на станцию Шира прибыл первый поезд.
10 апреля 1933 года утверждено постановление № 36 Президиума ЦИК СССР о перенесении центра Чебаковского района Западно-Сибирского края из селения Чебаки в одноимённое селение при станции Шира Томской железной дороги с переименованием селения в посёлок Ширинский.
С 1957 по 2008 годы село имело статус посёлка городского типа.
Посёлок сильно пострадал от пожара, вспыхнувшего 12 апреля 2015 года.

## Название
Название станции и населённому пункту дано по озеру Шира, лежащему в 10 км к востоку от села. Местные жители название не склоняют: приехать в Шира́, жить в Шира́. Однако правила русского языка позволяют склонять данный топоним.

## Население
| 1939  | 1959    | 1970    | 1979    | 1989    | 2002  | 2009  |
| ----- | ------- | ------- | ------- | ------- | ----- | ----- |
| 4717  | ↗10 889 | ↘10 100 | ↗10 211 | ↗10 701 | ↘9496 | ↘9050 |
| 2010  | 2021    |         |         |         |       |       |
| ↗9448 | ↗9545   |         |         |         |       |       |

## Инфраструктура
В селе находится железнодорожная станция Шира Красноярской железной дороги на исторической Ачинско-Минусинской железной дороге.
В 13 километрах от села, на берегу одноимённого озера находится бальнеогрязевой курорт «Озеро Шира», также расположены турбазы и кемпинги на озёрах Иткуль и Белё. Размещение отдыхающих в селе происходит в частных гостиницах и домах.
Есть аграрный техникум, две средние общеобразовательные школы, детско-юношеская спортивная школа, музыкальная школа, четыре детских сада, дом культуры, районная больница.

## Экономика

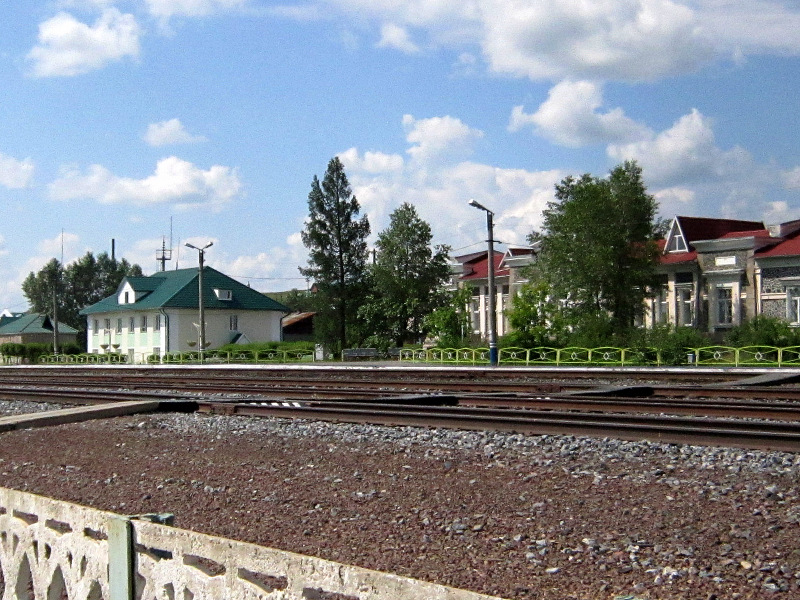
Железнодорожная станция Шира

Железнодорожная станция Шира, деревообрабатывающий и молочноконсервный (ликвидирован в 2006 году) комбинаты.
В селе базируется ООО "Артель старателей «Сибирь», специализирующееся на добыче руд и песков драгоценных металлов (золота, серебра и металлов платиновой группы).

## Религия

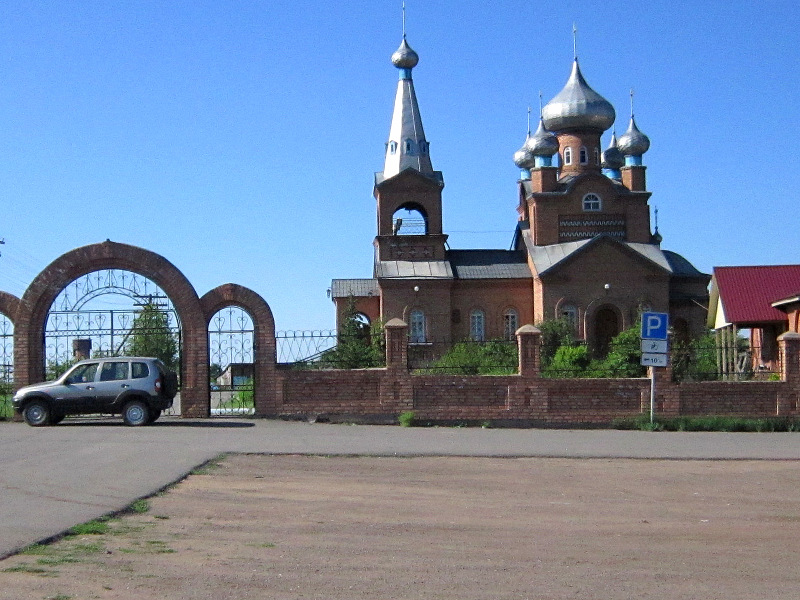
Храм Михаила Архангела

25 марта 1990 года была заложена Михайло-Архангельская церковь. 19 мая 1991 храм был освящён епископом Енисейским и Красноярским Антонием. Строительные работы вела "Артель старателей «Сибирь».

## Средства массовой информации
Газета
- Районная газета «Ширинский вестник». Издаётся 1935 года.

Радиовещание
- 70,16 УКВ — (Молчит) Радио России / ГТРК Хакасия
- 71,96 УКВ — (Молчит) Радио Маяк
- 101,5 FM — Радио Сибирь
- 103,4 FM — «Юмор FM» / Радио «Шира» (ООО «Сибирь») с 13 мая 2016 года.
- 104,1 FM — Радио России / ГТРК Хакасия

## См. Также
Многоэтажные дома в Шира